# Prazeres (Madeira)

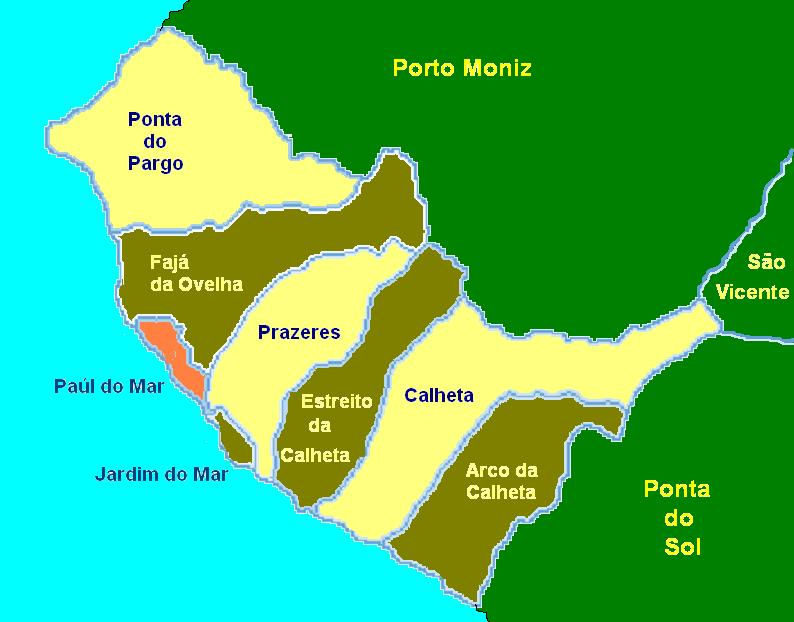
Calheta járás települései

Prazeres egy mintegy 1500 lakosú falu Madeira szigetének Calheta járásában.

## Földrajzi helyzete, közlekedése
Jardim do Martól észak-északkeletre, Paul do Martól kelet-délkeletre épült egy kisebb fennsíkon. A fennsíkot északról a Ribeira Seca ou do Paul, keletről a Ribeira Funda völgye határolja.
A sziget körül vezető ER 101 főút a fennsík keleti peremén halad; az ebből Calhetánál kiágazó ER 224 út nyugatról kerüli a falut, és tőle északra csatlakozik újra a főútba.

## Látnivalók, nevezetességek
- A falu fő turisztikai érdekességei a levadák: előnyös helyzete folytán több túraútvonal indul innen.

- Az állat- és növénykert főleg a sziget élővilágának bemutatására összpontosít.

- A kéttornyú plébániatemplomot a 18. században építették, majd 1940-ben restaurálták. Belsejét helybéli művészek naiv parasztbarokk stílusú alkotásai díszítik.